# 让-吕克·马蒂内
让-吕克·马蒂内（Jean-Luc Martinez，1964年3月22日—）是卢浮宫的前任馆长。
让-吕克·马蒂内于1997年开始在卢浮宫担任策展人，之後担任博物馆古希腊、伊特鲁里亚和古羅馬艺术部门主任。他于2013-2022年担任卢浮宫馆长。2022年5月，法国警方指控他犯有与文物走私有关的欺诈和洗钱等罪行。